# George Campbell Hay
Pour les articles homonymes, voir Campbell, George Hay et Hay.
Deòrsa Mac Iain Deòrsa ou George Campbell Hay (Elderslie, Renfrewshire 1915-1984) est un poète et traducteur écossais. Il écrit en gaélique écossais, anglais, français, italien et norvégien et fait des traductions vers le gaélique écossais
Il est le fils du pasteur et écrivain John MacDougall Hay (1880-1919). Il s'installe à Argyll quand il est un enfant et combat en Afrique pendant la Seconde Guerre mondiale.

## Livres
- Fuaran Sleibh (1948)
- O na ceithir Airdean (1952)
- Mochtar is Dughall